# Gutap
Dürüşde gutap são pasteis fritos típicos do Turquemenistão. 
Para os preparar, começar pela massa, misturando água, sal, fermento e farinha de trigo; amassar até obter uma bola, cobrir com um pano e deixar crescer. Para o recheio, saltear em óleo cebola e repolho picados, juntar carne moída (ou finamente picada) e deixar cozinhar; transferir este cozinhado para uma tigela, juntar arroz cozido, puré de batata, sal e pimenta e misturar. Estender a massa numa camada fina e cortar rodelas com cerca de 12 cm de diâmetro; colocar uma colherzinha de recheio no meio, dobrar e fechar. Fritar os pasteis em óleo bem quente.